# Karbamoil fosfat
Karbamoil fosfat je značajan biohemijski anion. Kod kopnenih životinja on je intermedijarni metabolit u procesu ostranjivanja azota putem ciklusa ureje i u sintezi pirimidina.
On se formira iz bikarbonata, amonijaka (izvedenog iz glutamina), i fosfata (iz ATP-a). Sinteza je katalisana enzimom karbamoil fosfat sintetaza:
- (karboksil fosfat)

## Literatura
- Nelson, David L. and Michael M. Cox. Lehninger Principles of Biochemistry fourth edition. W. H. Freeman and company New York.